# 内藤千珠子
内藤 千珠子（ないとう ちずこ、1973年 - ）は、日本の日本近代文学研究者。専門は近現代日本語文学・文芸批評。大妻女子大学教授。

## 経歴・人物
1997年慶應義塾大学文学部文学科国文学専攻卒業、2004年東京大学大学院総合文化研究科言語情報科学専攻博士課程修了。「物語と暗殺 閔妃事件から大逆事件を貫く近代の背理」で東京大学より博士（学術）の学位を取得。2006年大妻女子大学文学部日本文学科専任講師、准教授を経て、2018年より大妻女子大学文学部日本文学科・大学院人間文化研究科言語文化学専攻教授。
『帝国と暗殺 ジェンダーからみる近代日本のメディア編成』により、2008年度女性史学賞を受賞した。

## 著書

### 単著
- 『帝国と暗殺 ジェンダーからみる近代日本のメディア編成』新曜社、2005年
- 『小説の恋愛感触』みすず書房、2010年
- 『愛国的無関心 「見えない他者」と物語の暴力』新曜社、2015年

### 共編著
- 『漱石文学全注釈 9　門』小森陽一、五味渕典嗣と注釈、若草書房、2001
- 『文化のなかのテクスト カルチュラル・リーディングへの招待』一柳廣孝、久米依子、吉田司雄共編、双文社出版、2005年
- 『21世紀日本文学ガイドブック 7 田村俊子』小平麻衣子共著、ひつじ書房、2014年
- 『〈戦後文学〉の現在形』紅野謙介、成田龍一共編、平凡社、2020年
- 飯田祐子、小平麻衣子、大串尚代、木村朗子、内藤千珠子、米村みゆき他 著、飯田祐子、小平麻衣子 編『ジェンダー×小説 ガイドブック 日本近現代文学の読み方』ひつじ書房、2023年5月。ISBN 978-4823411922。

## 論文
- 内藤千珠子